# Mitchellville (album)
Albums de Eddy Mitchell
Sept colts pour Schmoll
(1968) Olympia 69
(1969)
Singles
1. Seuls les anges ont des ailes
Sortie : mars 1969
2. Vieille fille
Sortie : juin 1966
3. Miss  Caroline
Sortie : octobre 1969

Mitchellville est le dixième album studio d'Eddy Mitchell sorti en novembre 1969.

## Histoire
Enregistré à Paris et à Londres, l'album Mitchellville parait en novembre 1969.
Musicalement, l'album est très orienté soul music et jazz rock façon Blood, Sweat and Tears ou Chicago. Il est constitué, pour moitié, de compositions originales dont les musiques sont signées Pierre Papadiamandis ou Jean-Pierre Bourtayre, les textes étant écrits essentiellement par Eddy Mitchell. Beaucoup de ces chansons font une référence, plus ou moins acerbe, à la religion catholique.
L'autre moitié est faite d'adaptations de chansons étrangères, parmi lesquelles on compte Sweet Caroline de Neil Diamond et Green River de Creedence Clearwater Revival.
La pochette présente Marilyn, la propre fille du chanteur, de dos, tenant à la main le disque Voici Eddy... c'était le soldat Mitchell. Au verso, on la voit de face, entourée de plusieurs versions de son père déguisé en cow-boy, en vampire, en prêtre, en ange, en tarzan… L'intérieur de la pochette comporte un dessin de Topor représentant « la marelle à Mitchell ».

## Liste des titres
| No  | Titre                                             | Paroles                         | Musique               | Durée |
| --- | ------------------------------------------------- | ------------------------------- | --------------------- | ----- |
| 1.  | Mon nom est Moïse                                 | Claude Moine                    | Pierre Papadiamandis  | 2:51  |
| 2.  | Paul                                              | Claude Moine                    | Jean-Pierre Bourtayre | 2:44  |
| 3.  | Au fil du temps                                   | Claude Moine                    | Jean-Pierre Bourtayre | 2:37  |
| 4.  | Envoie la lettre Maria (Take a Letter Maria (en)) | Claude Moine (adaptation)       | R. B. Greaves (en)    | 3:08  |
| 5.  | Je tombe de haut                                  | Claude Moine                    | Pierre Papadiamandis  | 2:36  |
| 6.  | Miss Caroline (Sweet Caroline)                    | Yves Dessca (adaptation)        | Neil Diamond          | 3:16  |
| 7.  | Le Marchand de bibles (The Bible Salesman)        | Claude Moine (adaptation)       | Billy Reva            | 2:50  |
| 8.  | Un nouveau jour sur la Terre (Without Her (en))   | Yves Dessca (adaptation)        | Harry Nilsson         | 3:17  |
| 9.  | Le Jardin de l'Éden (Green River)                 | Claude Moine (adaptation)       | John Fogerty          | 2:32  |
| 10. | Ton absence est un adieu (?)                      | Claude Moine (adaptation)       | Les Reed              | 3:43  |
| 11. | Le Faiseur de pluie                               | Claude Moine                    | Pierre Papadiamandis  | 2:57  |
| 12. | Trois années d'amour                              | Jean-Michel Rivat, Frank Thomas | Pierre Papadiamandis  | 3:58  |

### Titres bonus (réédition CD)
Ces titres sont sortis, la même année, en deux super 45 tours :
| No  | Titre                                            | Paroles                   | Musique                                                    | Durée |
| --- | ------------------------------------------------ | ------------------------- | ---------------------------------------------------------- | ----- |
| 13. | Seuls les anges ont des ailes                    | Claude Moine              | Pierre Papadiamandis                                       | 2:12  |
| 14. | Le diable est là                                 | Claude Moine              | Pierre Papadiamandis                                       | 2:12  |
| 15. | Réveillez-vous Monsieur Love                     | Claude Moine              | Jean-Pierre Bourtayre                                      | 2:38  |
| 16. | Otis (Hard To Handle) (en))                      | Claude Moine (adaptation) | Otis Redding, Alvertis Isbell, Jones Allen Alvoir Jr. (en) | 2:20  |
| 17. | Vieille fille (Spinning Wheel)                   | Claude Moine (adaptation) | David Clayton-Thomas                                       | 2:30  |
| 18. | Dans une autre vie un autre temps (Stay A While) | Claude Moine (adaptation) | Les Reed                                                   | 3:38  |
| 19. | Charlie Charlie                                  | Claude Moine              | Pierre Papadiamandis                                       | 2:14  |
| 20. | Pour l'honneur                                   | Claude Moine              | Jean-Pierre Bourtayre                                      | 3:04  |

## Crédits
- Direction et arrangements : Jean-Claude Petit (1,2,6,8,11) Jean Bouchéty (4,7,9,12), les Soul Brass (5), Les Reed (10)
- Réalisation : Jean-Pierre Bourtayre, Jean-Louis Désumeur
- Prise de son : Francis Miannay, Howard Barrow
- Photographie : Gilbert Moreau
- Illustration : Roland Topor

## Singles
Trois super 45 tours (4 titres) précèdent ou sont extraits de cet album :
- Mars 1969 (Barclay 71336) :

1. Seuls les anges ont des ailes
2. Le diable est là
3. Réveillez-vous Monsieur Love
4. Otis (Hard To Handle)

- Juin 1969 (Barclay 71371) :

1. Vieille fille (Spinning Wheel)
2. Dans une autre vie un autre temps (Stay A While)
3. Charlie Charlie
4. Pour l'honneur

- Octobre 1966 (Barclay 71388) :

1. Miss  Caroline (Sweet Caroline)
2. Paul
3. Mon nom est Moïse
4. Un nouveau jour sur la terre (Without Her)